# PYTHA
PYTHA to program komputerowy typu CAD stworzony i udoskonalany przez niemiecką firmę PYTHA Lab.
Pozwala on na wykonanie projektu oraz wygenerowanie rysunków technicznych i realistycznej wizualizacji. Program jest dystrybuowany na całym świecie i został przetłumaczony na kilkanaście języków (w tym język Polski).

## Historia
1979 - założenie firmy programistycznej TWS Flassig w Dormsadt
1982 - zaczęcie prac nad oprogramowaniem 3D CAD. Nazwa "PYTHA" została użyta wtedy po raz pierwszy (od imienia Pitagorasa)
1985 - pierwsza publiczna prezentacja programu PYTHA na targach architektonicznych ACS w Wiesbaden
1994 - pierwsza wersja oprogramowania przeznaczona na system operacyjny Windows
1996 - prezentacja technologii RadioLab do wizualizacji na targach EuroShop w Düsseldorfie
od 1998 - stopniowe otwieranie się na rynki zagraniczne w Europie, Australii, Japonii, USA i krajach Arabskich

## Moduły oprogramowania
Oprogramowanie PYTHA składa się z dwóch modułów:

### Model
Pozwala on na projektowanie obiektów w 3D oraz w 2D. Modelowanie może przebiegać zarówno bryłowo jak i za pomocą obiektów organicznych NURSS.
Do programu dołączana jest obszerna biblioteka elementów zawierająca m.in.: meble, drzwi, okna, elementy systemów wystawienniczych, profile aluminiowe, rośliny, modele ludzi.
Program pozwala na import obiektów zapisanych w formatach: DWG, DXF, DGN oraz STL.

Produkcja mebli
Dodatkowe narzędzia pozwalają na wykorzystanie programu do produkcji mebli:
- nadawanie połączeń, frezowań, okleiny,
- generowanie list produkcyjnych,
- rozkrój elementów,
- zapis mebli do biblioteki wraz z parametryzacją ich wymiarów,
- przesyłanie informacji na maszyny CNC.

### RadioLab
Moduł do wizualizacji opartej na technologii Radiosity. Pozwala na wizualizację projektu wykonanego w module Model oraz przedstawienie rezultatów w formie:
- obrazów,
- filmów,
- interaktywnej aplikacji 3D,
- panoramy wirtualnej QTVR w 360°.

RadioLab pozwala również na ustawienie animacji, które mogą dotyczyć ruchu kamery wzdłuż ścieżki, ruchu elementów (zarówno pojedynczych jak i ich zespołów) oraz świateł (w tym projektorów). 
Silnik oparty jest na bibliotece OpenGL i pozwala na wyświetlanie sceny w czasie rzeczywistym. Umożliwia on również użycie efektów postprodukcji m.in.:
- rysunek ołówkiem,
- sepia,
- rysunek węglem,
- farba olejna,
- stereoskopia (efekt 3D).

## Zastosowanie
Program znajduje zastosowanie w:
- produkcji mebli,
- aranżacji wnętrz,
- projektowaniu zabudów targowych,
- projektowaniu wystaw sklepowych,
- wzornictwie przemysłowym,
- architekturze.